# 坎吉克库齐
坎吉克库齐（Kanjikkuzhi），是印度喀拉拉邦Alappuzha县的一个城镇。总人口22076（2001年）。

## 人口
该地2001年总人口22076人，其中男性10755人，女性11321人；0—6岁人口2225人，其中男1141人，女1084人；识字率86.30%，其中男性为88.21%，女性为84.48%。